# Čipová sada

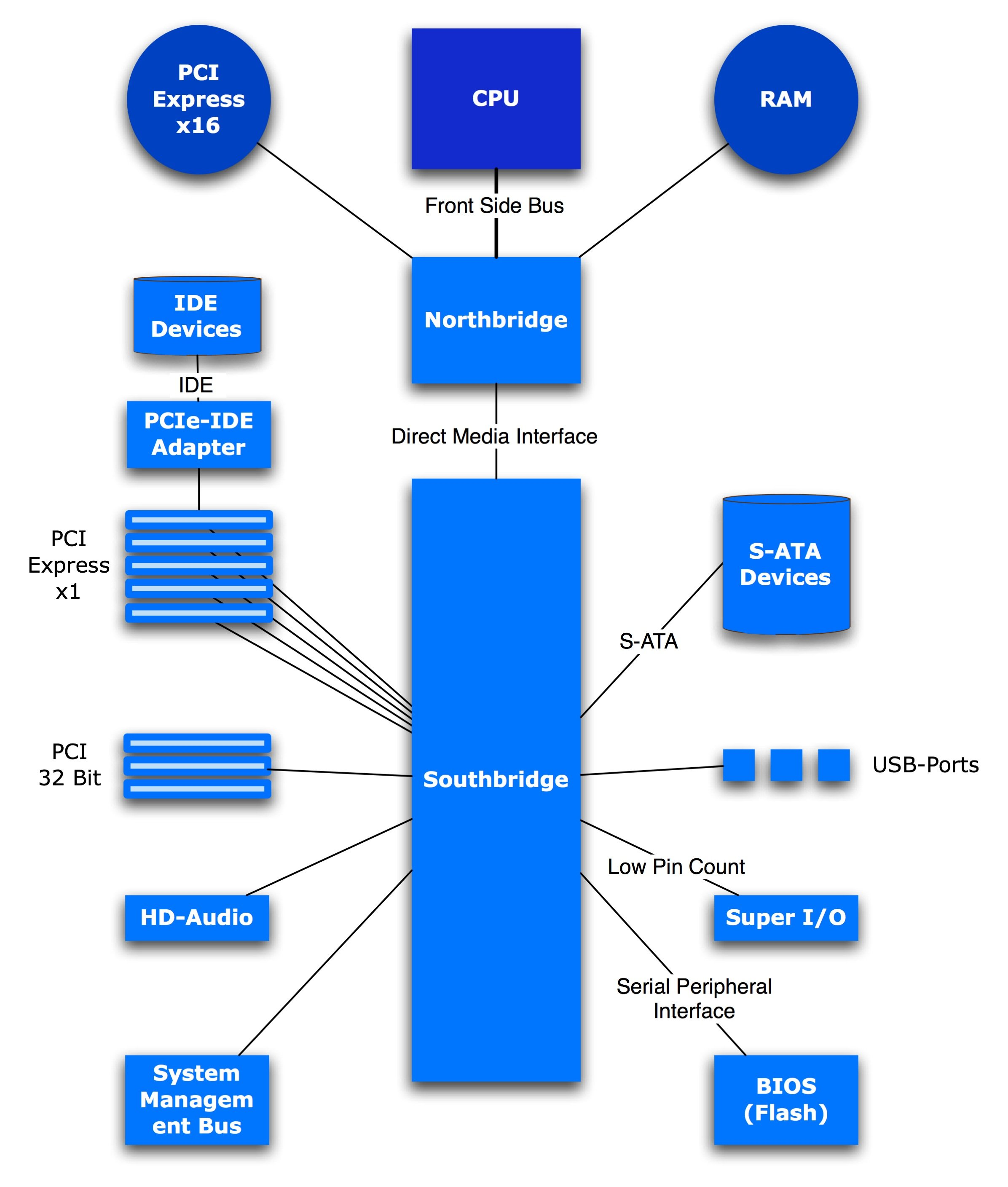
Typické zapojení čipové sady na základní desce osobního počítače PC.

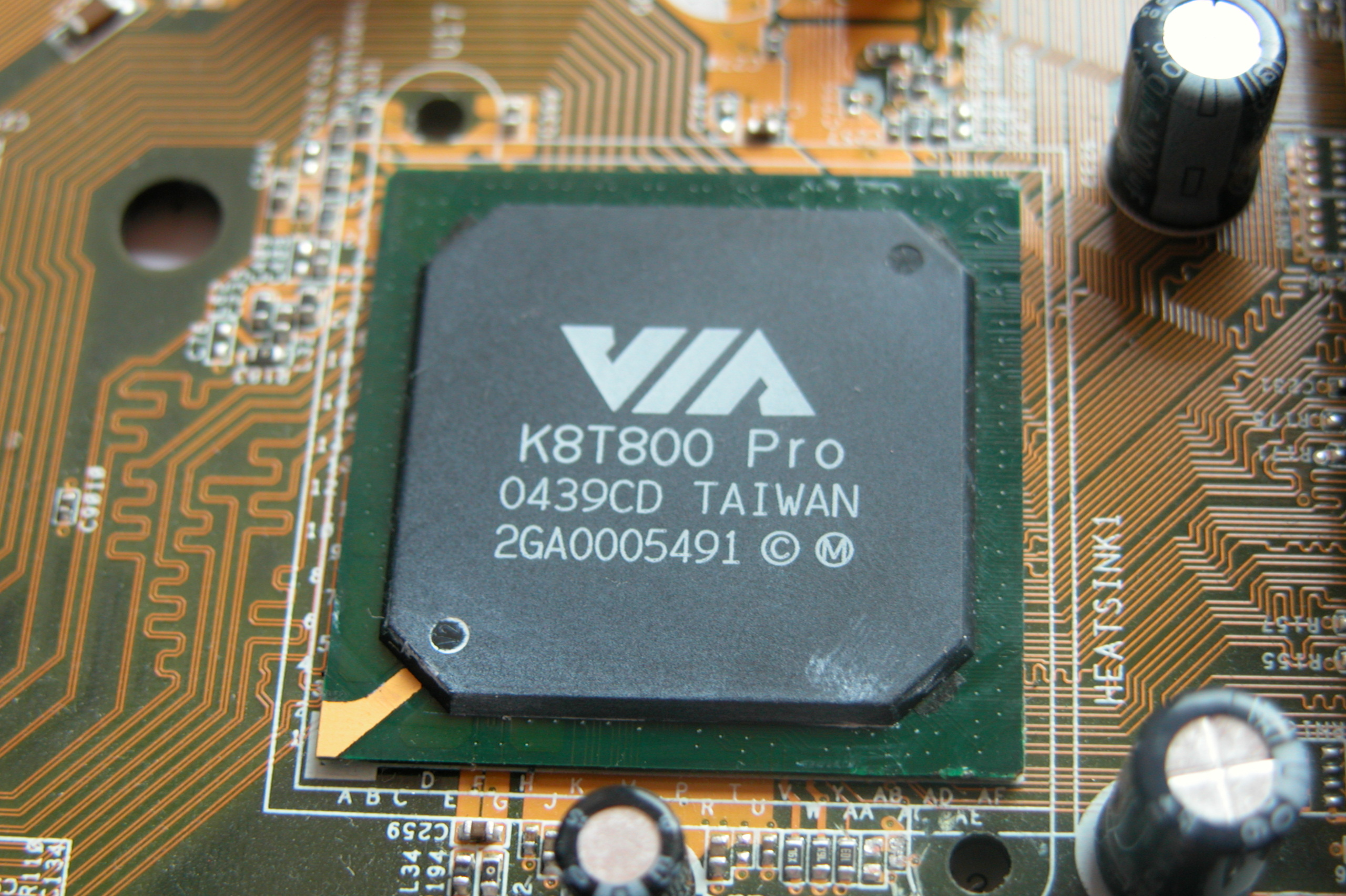
Severní můstek čipové sady VIA K8T800Pro

Čipová sada (anglicky chipset, počeštěně též čipset) je sada integrovaných obvodů (čipů), které jsou navrženy ke vzájemné spolupráci a jsou obvykle prodávány jako jediný produkt. V oblasti počítačů je termín obvykle používán k označení specializovaných čipů na základní desce. V případě osobních počítačů byla v první polovině 80. let čipová sada tvořena 10-20 jednoúčelovými programovatelnými obvody, postupné zvyšování integrace vedlo k tomu, že od listopadu 1992 byla dodávána čipová sada pro procesor Intel 80486 tvořená třemi obvody, a po roce 2000 typicky dvěma obvody na základní desce nazývanými northbridge (česky severní můstek) a southbridge (česky jižní můstek). Po roce 2010 je severní a jižní můstek stále častěji implementován na jednom čipu; výrobci takovýchto čipových sad jsou často nezávislí na výrobcích základních desek.

## Funkce
Čipová sada se stará o komunikaci mezi procesorem, pamětí a vstupně výstupními zařízeními.

## Vývoj čipů
Mezi nejznámější producenty čipů patří společnostem jako NVIDIA, AMD, VIA Technologies, ASMedia, SiS a Intel.

## Čipové sady od AMD
Dříve vyvíjené ATI. AMD vždy vyvíjela čipové sady pouze pro své platformy. ATI vyvíjela pro Intel i AMD platformy.

### Platforma AMD
|      | PCI Express® Gen3 Graphics*                      | USB 3.1 G2 + 3.1 G1 + 2.0 | SATA + NVMe                                                    | SATA Express*(SATA & GPP PCIe G3* | PCI Express® GP                             | SATA RAID | Dual PCI Express® slots | Over-clocking |
| ---- | ------------------------------------------------ | ------------------------- | -------------------------------------------------------------- | --------------------------------- | ------------------------------------------- | --------- | ----------------------- | ------------- |
| X370 | 1x16/2x8 (AMD Ryzen™) 1x8 (A-Series/AMD Athlon™) | 2+10+6                    | 6 + x2 NVMe (or 4 SATA plus 1 x4 NVMe on AMD Ryzen™ Processor) | 2                                 | x8 Gen2 (plus x2 PCIe Gen3 when no x4 NVMe) | 0,1,10    | Ano                     | Odemčen       |
| B350 | 1x16(AMD Ryzen™)1x8 (A-Series/AMD Athlon™)       | 2+6+6                     | 4 + x2 NVMe (or 2 SATA 1 x4 NVMe on AMD Ryzen™ Processor)      | 1                                 | x6 Gen2 (plus x2 PCIe Gen3 when no x4 NVMe) | 0,1,10    | Ne                      | Odemčen       |
| A320 | 1x16 (AMD Ryzen™) 1x8 (A-Series/AMD Athlon™)     | 1+6+6                     | 4 + x2 NVMe (or 2 SATA 1 x4 NVMe on AMD Ryzen™ Processor)      | 1                                 | x4 Gen2 (plus x2 PCIe Gen3 when no x4 NVMe) | 0,1,10    | Ne                      | Zamčen        |

- AMD 900 série
  - AMD 970
  - AMD 990X
  - AMD 990FX
- AMD 800 série
  - AMD 870 (jižní můstek SB750)
  - AMD 880G (VGA HD 4250, jižní můstek SB750/SB850)
  - AMD 890GX (VGA HD 4290, jižní můstek SB850)
  - AMD 890FX (jižní můstek SB850)
- AMD 700 série
  - AMD 790GX (VGA HD 3300, jižní můstek SB750)
  - AMD 790FX (SB750)
  - AMD 790X (SB750)
  - AMD 785G (HD 4200, SB710)
  - AMD 780G (HD 3200, SB700)
  - AMD 780M (HD 3200, SB700)
  - AMD 780V (HD 3100, SB700)
  - AMD 770 (SB700)
  - AMD 760G (HD 3200, SB710)
  - AMD 740G
- AMD 600 série (vyvíjená ATI)
  - AMD M690V
  - AMD M690T – mobilní verze
  - AMD 690G (Radeon X1250, SB600)
  - AMD 690V (Radeon X1200, SB600)
- AMD 580X CrossFire (Radeon X200, ALi M1575)
- AMD 570X CrossFire (Radeon X200, ALi M1575)
- AMD 480X CrossFire (Radeon X200, IXP400)
- AMD Express 1000 série (vyvíjená ATI)
  - ATI Radeon Xpress 1150 (Radeon X300, IXP400)
  - ATI Radeon Xpress 1100 (Radeon X300, IXP400)
- AMD-700 série
  - AMD-762 (760MPX + 768)
  - AMD-761 (760 + 766)
  - AMD-751 (750 + 756)
- AMD-600 série
  - AMD-640 (640 + 645)

### Platforma Intel
- ATI CrossFire Xpress 3200
- ATI Radeon Xpress 1250
- ATI Radeon Xpress 1100
- ATI Radeon Xpress 200, 200M

### Southbridge
- SB750
- SB710
- SB700S – zaměření na servery
- SB700
- SB600
- AMD-768
- AMD-766
- AMD-756
- AMD-645

## Čipové sady od Intel
Intel vždy vyvíjel čipsetové sady pouze pro své platformy.
- Intel x50 série
  - Intel X58
    - Podporuje procesory Core i7.

  - Intel P55
    - Podporuje procesory Core i5 a Core i7.

  - Intel H55 / H57
    - Podporuje procesory Core i3, i5 a i7 s grafikou
- Intel x40 série
  - Intel G41
    - čip 829G41, jižní můstek ICH7, grafika Intel GMA X4500

  - Intel G43
    - čip 829G43, jižní můstek ICH10, grafika Intel GMA X4500

  - Intel G45
    - čip 829G45, jižní můstek ICH10, grafika Intel GMA X4500HD

  - Intel P43
    - jižní můstek ICH10

  - Intel P45
    - jižní můstek ICH10

  - Intel Q45
    - jižní můstek ICH10

  - Intel X48
    - jižní můstek ICH9
- Intel x30 série
  - Intel G31 Express
    - Podporuje paměti typu DDR2.
    - Oficiálně podporuje do 1066 MHz System Bus.

  - Intel G33 Express
    - Podporuje paměti typu DDR2 a DDR3.

  - Intel G35 Express
    - Podporuje paměti typu DDR2

  - P31
  - P35 Express
    - Podporuje procesory Intel Core 2 Duo/Quad/Extreme.

  - Intel X38
- 900 série
  - 963Q, 965P/G/Q, 975X (pro Intel Core 2 Duo)
  - 910GL, 915P/PL/G/GL/GV, 925X/XE, 945P/PL/G/GZ/GSE, 955X (pro Pentium D/XE)
  - 910GML/GMZ, 915GM/PM, 945PM/GM
    - 945PM/GM + Intel PRO/Wireless 3945ABG + Intel Core Solo = Centrino (třetí generace)
    - 945PM/GM + Intel PRO/Wireless 3945ABG + Intel Core Duo = Centrino Duo
- Řada Intel E700
  - E7205 (for Pentium 4 servers)
  - E7500/E7501/E7505 (for Xeon servers))
  - E7520/E7525/E7530 (pro dual Xeon servers)
- i800 série
  - i875p = optimized i865
  - i865G/P
    - 4 GB dual-channel DDR
    - 533 MHz FSB
    - AGP8x
    - SATA

  - i850e, i855G (855GME pro Pentium M)
  - i845E/GV
    - Bus 533 MHz
    - AGP4x
    - 2GB DDR PC2700 max

## Čipové sady od NVIDIA
NVIDIA vyvíjela pro Intel i AMD platformy.
- nForce 900
  - 980
- nForce 700
  - 720
  - 750
  - 780i SLI
  - 790i SLI
- nForce 600
  - 630
  - 650i
  - 650i SLI
  - 650i Ultra
  - 680a SLI
  - 680 SLI
  - 680i LT SLI
- nForce 500
  - 520
  - 550 SLI AMD
  - 570 SLI AMD
  - 570 SLI Intel
  - 590 SLI AMD
  - 590 SLI Intel
- nForce 4
  - 430
  - SLI Intel
  - Series AMD
  - SLI/XE Ultra Intel
  - Intel x16
- nForce 3
  - Go
  - Professional
- nForce 2
  - Ultra 400Gb
  - Ultra 400R
  - Ultra 400
- nForce 1

## Čipové sady od VIA
- VIA CLE266
- VIA CN700
- VIA CN896
- VIA CX700
- VIA CX700M2
- VIA P4M900
- VIA VT8235
- VIA VT8237R
- VIA VX700

## Výrobci základních desek
- Asus
- Biostar
- DFI
- EVGA
- Gigabyte
- Intel
- Micro-Star International (MSI)
- ASRock